# Germaine Franco
Germaine Franco est une compositrice, cheffe d'orchestre, parolière, arrangeuse, productrice de musique et percussionniste américaine. Son travail a notamment été primé aux Grammy et nommé aux Oscar. Parmi ses compositions les plus connues figurent les bandes originales des films Encanto : La Fantastique Famille Madrigal des studios Disney (2020) — elle est la première femme à composer la bande originale d'un classique d'animation Disney — et The Mother (2023).

## Biographie
Germaine Franco est latino-américaine, d'ascendance mexicaine. Elle grandit à El Paso, au Texas, à peu de distance de la frontière avec le Mexique. À l'âge de dix ans, elle décide de devenir percussionniste.  Sa mère l'encourage toujours dans cette voie. Germaine Franco mène à bien ses études à la Shepherd School of Music de l'université Rice, au Texas, où elle étudie les percussions et la composition ; elle y obtient un diplôme de bachelor en 1984 et un master en 1987. Elle paye ses études en jouant du latin jazz avec son orchestre. C'est durant cette période qu'elle commence à composer de la musique en parallèle à son activité de musicienne. Elle rencontre le musicien cubain Luis Conte et s'installe avec lui à Los Angeles pour étudier la musique. Germaine Franco compose sa première musique de film en 1992 pour le court métrage Tanto Tiempo de Cheryl Quintana Leader et commence ainsi à composer des bandes originales pour des films indépendants, pour le théâtre et pour des séries télévisées. 
Au bout de dix ans, et après une pause hors de Los Angeles, elle rencontre le compositeur britannique John Powell dont elle rejoint le studio en 2003. Dès lors, elle collabore avec lui à plus de 35 bandes originales de films à gros budget, en occupant divers postes : assistante, orchestratrice, musicienne, compositrice de musiques additionnelles ou encore productrice. En 2012, avec les encouragements de John Powell, elle ouvre son propre studio pour composer elle-même la bande originale du film Margarita de Dominique Cardona et Laurie Colbert. En 2014, elle quitte le studio de Powell pour entamer une carrière solo. Elle l’atelier Music and Sound Lab du Sundance Institute. Elle compose des musiques additionnelles et participe aux chansons pour le film Coco de Lee Unkrich, production des studios Disney et Pixar. La bande originale de la comédie américaine Tag de Jeff Tomsic, en 2018, représente un tournant dans sa carrière. Elle devient l'une des rares compositrices à obtenir une reconnaissance à Hollywood. En 2020, elle signe la bande originale instrumentale du film d'animation Encanto : La Fantastique Famille Madrigal des studios Disney.

## Œuvres
Germaine Franco compose tous styles de musiques, de la musique symphonique au jazz en passant par la musique latino, la musique électronique, la musique folk et les chansons.

## Discographie
- 1992 : Tanto Tiempo, court métrage de Cheryl Quintana Leader[2]
- 2007 : 3 Américas de Cristina Kotz Cornejo
- 2009 : Entre Nos de Paola Mendoza et Gloria La Morte
- 2009 : A Crushing Love de Sylvia Morales
- 2010 : Visions of Aztlan de Jesus Salvador Treviño
- 2012 : Margarita de Dominique Cardona et Laurie Colbert
- 2013 : Living on One Dollar de Zach Ingrasci, Sean Leonard et Chris Temple
- 2014 : The Book of Life de Jorge Gutierrez
- 2014 : East LA Interchange Betsy Kalin  (musique additionnelle)
- 2015 : Dope de Rick Famuyiwa
- 2016 : Shovel Buddies d'Adam Townley et Simon Atkinson
- 2017 : Coco de Lee Unkrich (musique additionnelle et chansons, avec Michael Giacchino et Adrian Molina)
- 2017 : Walk with Me: On The Road With Thich Nhat Hanh de Marc Francis et Max Pugh
- 2017 : Coco VR Experience
- 2017 : Motiongate de Steve Hickner & Gary Trousdale
- 2018 : Tag de Jeff Tomsic
- 2018 : Public Disturbance de Danny Lee
- 2018 : Kung Fu Panda: The Emperor's Quest de Steve Hickner & Gary Trousdale
- 2018 : Chiefs de Zenta Fuentes (musique co-composée avec John Debney)
- 2018 : Life-Size 2: A Christmas Eve de Steven K. Tsuchida
- 2018 : Vida (série télévisée)
- 2019 : Epcot Center: The Music of Coco (productrice musicale, arrangeuse, organisatrice (curator))
- 2019 : Little de Tina Gordon
- 2019 : Quelqu'un de bien de Jennifer Kaytin Robinson
- 2019 : Dora et la Cité perdue de James Bobin (avec John Debney)
- 2019 : Curious George: Royal Monkey de Doug Murphy
- 2019 : Bienvenue chez les Casagrandes de Miguel Puga et Mike Nordstrom (série animée) (composition et paroles du thème principal ; le reste de la musique est composé par Jonathan Hylander)
- 2019 : Bienvenue chez les Loud (série animée) (musique et paroles de la chanson "Greatest One Of All Time")
- 2020 : Work It de Laura Terruso
- 2020 : La Nuit où on a sauvé maman de Trish Sie
- 2020 : Curious George: Go West, Go Wild de Michael LaBash
- 2020 : Kung Fu Panda Land of Awesomeness - Theme Park
- 2020 : Yearley Departed de Linda Mendoza
- 2020 : Encanto : La Fantastique Famille Madrigal  (bande originale instrumentale ; les chansons sont composées par Lin-Manuel Miranda)
- 2022 : A Cloud Never Dies de Marc J. Francis et Max Pugh
- 2023 : The Mother

## Distinctions principales

### Prix
- 2021 : Annie Award for Music in a Feature Production pour la bande originale du film Encanto : La Fantastique Famille Madrigal
- 2021 : Grammy Award for Best Score Soundtrack for Visual Media pour la bande originale du film Encanto : La Fantastique Famille Madrigal

### Nominations
- 2016 : Black Reel Awards pour la bande originale du film Dope
- 2017 : Annie Award for Outstanding Achievement for Music in a Feature Production, pour la bande originale du film Coco, distinction partagée avec Michael Giacchino, Adrian Molina, Kristen Anderson-Lopez et Robert Lopez
- 2021 : Oscar de la meilleure musique de film pour la bande originale du film Encanto : La Fantastique Famille Madrigal
- 2021 : Golden Globe de la meilleure musique de film pour la bande originale du film Encanto : La Fantastique Famille Madrigal